# 驰平腹蛛
驰平腹蛛（学名：Gnaphosa suchuana）为平腹蛛科平腹蛛属的动物。在中国大陆，分布于福建等地。该物种的模式产地在福建。